# 泡孢马勃属
泡孢马勃属（学名：Phlyctospora）是硬皮马勃科下的一个属。
现接受名为硬皮马勃属 （Scleroderma Pers., 1801）。

## 下属物种
本属包括以下物种：
- 具斑泡孢马勃 Phlyctospora maculata